# Mitsugi Sarudate
Mitsugi Sarudate (jap. 猿館 貢 Sarudate Mitsugi; * 18. Dezember 1962 in der Präfektur Iwate) ist ein ehemaliger japanischer Radrennfahrer.

## Sportliche Laufbahn
Sarudate war Bahnradsportler. Er war Teilnehmer der Olympischen Sommerspiele 1984 in Los Angeles. In der Mannschaftsverfolgung kam Japan mit Akio Kuwazawa, Harumitsu Okada, Mitsugi Sarudate und Yoshihiro Tsumuraya auf den 11. Platz.
Bei den Asienspielen 1982 siegte er in der Einerverfolgung und in der Mannschaftsverfolgung.